# John Drinkwater
John Drinkwater (Leytonstone, 1º giugno 1882 – Londra, 25 marzo 1937) è stato un poeta, drammaturgo e critico letterario inglese.

## Biografia
Drinkwater è considerato come un tipico letterato dell'età georgiana degli anni '10 e '20. Contribuì al successo del teatro di repertorio in Inghilterra e realizzò di drammi di cronaca popolare.
Nel 1907 fondò, divenne manager e produttore dei Pilgrim Players, che si trasformarono nella Birmingham Repertory Theatre Company.
Per i Pilgrim Players scrisse alcuni atti unici in versi, e raggiunse un primo successo e consenso con il dramma Abraham Lincoln (1918), rappresentato dapprima a Birmingham e poi a Londra, dove tenne per più di un anno il cartellone del Lyric Theatre.
Incoraggiato dal successo portò sul palcoscenico altre biografie drammatiche, tra cui Maria Stuarda (1921), Oliver Cromwell (1923), ma rinnovò il successo iniziale solo con L'uccello nella mano (Bird in hand, 1927), una commedia di grande popolarità sia in Inghilterra sia all'estero.
Ha pubblicato diversi volumi di versi, tra cui The Collected Poems (2 volumi, 1923), oltre che studi critici (William Morris, 1912; Swinburne, 1913; e altri).
Le sue autobiografie si intitolarono Inheritance (2 volumi, 1931) e Discovery (1932).

## Opere

### Teatro
- Abraham Lincoln (1918);
- Maria Stuarda (1921);
- Oliver Cromwell (1923);
- L'uccello nella mano (Bird in hand, 1927).

### Poesie
- The Collected Poems (2 volumi, 1923).

### Critica
- William Morris (1912);
- Swinburne (1913).

### Autobiografie
- Inheritance (2 volumi, 1931);
- Discovery (1932).